# Aphanizocnemus libanensis
L'afanizocnemo (Aphanizocnemus libanensis) è un rettile estinto, appartenente agli squamati. Visse all'inizio del Cretaceo superiore (Cenomaniano, circa 97 milioni di anni fa) e i suoi resti fossili sono stati ritrovati in Libano. È considerato molto vicino all'origine dei serpenti. 

## Descrizione
Questo animale è conosciuto grazie a un singolo esemplare fossile, completo e molto ben conservato, proveniente dai terreni cretacei del Libano. L'esemplare era lungo meno di 30 centimetri, di cui oltre metà erano della coda. Le zampe anteriori possedevano "piedi" molto grandi, lunghi quasi quanto il resto degli arti anteriori. Le zampe posteriori possedevano una tibia estremamente ridotta, ancor più che nelle grandi lucertole marine del Cretaceo, i mosasauri (da qui il nome Aphanizocnemus, ovvero "tibia che scompare"). La coda straordinariamente lunga possedeva delle ossa al di sotto delle vertebre (chevron) dalla forma allungata, le quali suggeriscono che nell'animale in vita la coda doveva essere appiattita lateralmente. Allo stesso modo, l'appiattimento dorsoventrale delle falangi suggerisce che le zampe si erano trasformate in strutture simili a pinne. 

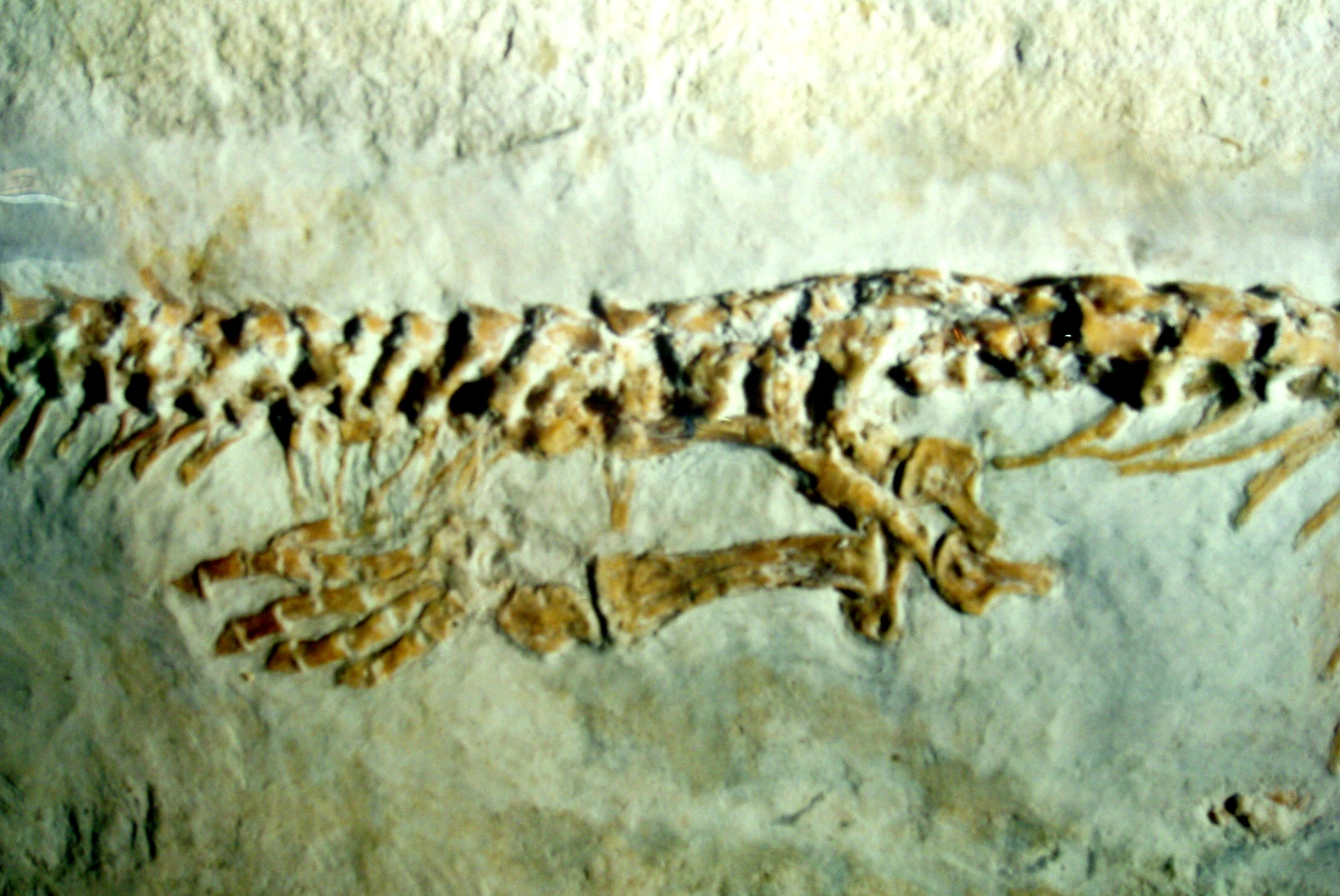
Particolare del fossile di Aphanizocnemus; in evidenza la tibia molto ridotta

## Classificazione
Aphanizocnemus è stato descritto per la prima volta nel 1997 da Cristiano Dal Sasso e Giovanni Pinna, ed è stato attribuito alla famiglia dei dolicosauridi, un gruppo di lucertole dalle abitudini acquatiche, strettamente imparentate con i varani e probabilmente vicine all'origine dei serpenti. La famiglia, in ogni caso, non sembrerebbe formare un gruppo naturale (monofiletico), ma piuttosto una serie di step evoluzionistici successivi verso l'origine dei serpenti. Aphanizocnemus potrebbe rappresentare una forma basale, posta in relazione a Dolichosaurus e Acteosaurus.

## Paleoecologia
Lo studio di Dal Sasso e Pinna, basandosi su prove sedimentologiche e paleoambientali, ipotizza che Aphanizocnemus fosse un rettile acquatico che viveva in lagune dalle acque basse, e che cercasse il cibo nei pressi del fondale. Il collo corto e la lunga coda appiattita lateralmente indicano che probabilmente Aphanizocnemus si spostava muovendo la parte posteriore del corpo in modo serpentiforme; le zampe corte e probabilmente a forma di pinne erano utili all'animale nel direzionarsi.